# Sainte-Florence (Wandea)
Sainte-Florence – miejscowość i dawna gmina we Francji, w regionie Kraj Loary, w departamencie Wandea. W 2013 roku liczba ludności wynosiła 1223 mieszkańców.
W dniu 1 stycznia 2016 roku z połączenia czterech ówczesnych gmin – Boulogne, Les Essarts, L’Oie oraz Sainte-Florence – utworzono nową gminę Essarts-en-Bocage. Siedzibą gminy została miejscowość Les Essarts.